# اليمونه
يمونه هي إحدى القرى اللبنانية من قرى قضاء بعلبك في محافظة بعلبك الهرمل. أغلب سكانها هم من المسلمين الشيعة.
تبعد عن بيروت مسافة 113 كلم وتبعد عن بعلبك 31 كلم. وترتفع عن سطح البحر 1370م وتبلغ مساحتها 2952 هكتار وتتميز بالمناظر الطبيعية فيها كبحيرة اليمونه
عدد السكان في يمونة 865 ساكن. ويحتفظ بعض الأهالي في اليمونه بالعديد من المقتنيات القديمة في دلالة واضحة على تعلّقهم الشديد بتراث الأجداد. أهل اليمونه محبون أيضا للعلم وقد برز منهم الشعراء والأساتذة ومدراء المدارس والبنوك والمحامون والقضاة والأطباء والموظفون في السلك الدبلوماسي. وهذا يدل أن عزلة البلدة خلال فصل الشتاء لا تحول دون طلب العلم اذ يقصد معظم أهلها مدينتي بعلبك وبيروت سعيا لاكمال الدراسة أو الدخول الى الجامعة.

## المعبد الروماني القديم
يوجد في القرية أطلال معبد روماني (ربما من أصول فينيقية يونانية) و هو مدرج ضمن مجموعة المعابد الرومانية في وادي البقاع. يقال أنه مخصص لكوكب الزهرة (أو ربما أيضًا لعشتروت، قبل العصر الروماني في المنطقة). بقي جزء من جدارين وأساسات المعبد سليمة. تم العثور في موقع المعبد على العديد من النقوش المكتوبة باللغة اللاتينية. كما تم العثور على عدد قليل من النقوش اليونانية القديمة. من المحتمل أن تكون من أصل فينيقي، لكن تم توسيعها وتحسينها بشكل كبير على يد الرومان.
كل ما تبقى من المعبد الروماني اليوم هو جدار استنادي من كتل الحجر الجيري الذي يصل إلى مستوى البحيرة. من المفترض أن تكون هناك غرف تحت الأرض. من المفترض أنها مخصصة لفينوس-عشتروت، تقول الأسطورة أنه عندما شن تايفون حربًا ضد السماء، في اليمونه حولت فينوس نفسها إلى سمكة... وهناك كهف مائي كبير غرب المعبد يملأ البحيرة كل عام، على الرغم من أنه في بعض الأحيان وفي أماكن أخرى قد يبدو جافًا تقريبًا. كانت الفيلات الرومانية الفاخرة تشغل المنطقة الواقعة بين الكهف والمعبد، وتم اكتشاف العديد من المذابح والتماثيل والعناصر الأخرى في مكان قريب.
قام إرنست رينان بزيارة الموقع واكتشف أجزاء من إفريز وأجزاء من قوصرة منسوبة إلى المعبد. كما تم العثور مؤخرًا على قوقعة مكسورة جزئيًا عليها صورة إلهة بأذرع ممدودة أثناء الحرث بواسطة جرار. الاسم القديم لليمونه غير معروف ولكن البعض اقترح أنها كانت في يوم من الأيام موقعًا لمهرجان أدونيس.
يقع المعبد على تلة تبعد حوالي 300 متر (980 قدمًا) من النبع الرئيسي في المنطقة المسمى نبع الأربعين. ويقع بجوار البحيرة حيث يعتبر قدماء المصلين كانوا يحجون من معبد أفقا ليتطهروا في مياه المعبد. عثر ميشيل علوف على تمثال لأدونيس في المعبد، وهو يحمل سنبلة في يد وجعبة وحمل في اليد الأخرى. وقام بتخزين التمثال في متحف أسسه في آثار بعلبك.
كما عثر علوف على طريق روماني يبلغ طوله 200 متر (0.12 ميل)، ويقع على بعد 2 كيلومتر (1.2 ميل) جنوب شرق البحيرة. كما عثر أيضًا على مبنى مربع آخر مساحته حوالي 12 مترًا مربعًا (130 قدمًا مربعًا) بجوار هذا الطريق. تم بناء المبنى من الحجارة الكبيرة وعثر بداخله على نقش يوناني قديم. واعتبرها دار حراسة قديمة أو برج مراقبة لحماية المسافرين. واقترح أن العرافين في المعبد تابعين للملكة زنوبيا، التي تقول الأسطورة إنها أرسلت القرابين إلى الإلهة بوضعها على البحيرة. ثم إذا غاصت القرابين إلى قاع البحيرة، فهذا يعني أن الإلهة قد قبلتها. وإذا طفت القرابين فقد تم رفضها وأعطت نذير شؤم لتدمر والأراضي المحيطة بها.
وثق يوسابيوس أن الإمبراطور قسطنطين دمر معبد فينوس "على قمة جبل لبنان". ومن المحتمل أنه كان هذا المعبد الوثني المخصص لفينوس.
خلال السبعينيات، عاش علي أكبر محتشامبور في اليمونه أثناء تلقيه تدريبًا عسكريًا في معسكر فتح. وشغل فيما بعد عددًا من المناصب العليا في الحكومة الإيرانية. وكتب عن القرية: “رجالهم شجعان ومعظمهم مسلحون… لا يخضعون لسلطة الحكومة ولا يدفعون ثمن الماء والكهرباء. لقد قاتلوا عدة مرات سكان القرى المسيحية المجاورة وانتصروا. إنهم يحبون رجال الدين الشيعة.”

## جيولوجيا
تقع القرية على خط صدع اليمون، وهو صدع جيولوجي مسؤول عن العديد من الزلازل التاريخية في المنطقة. تم اكتشاف قسم جديد من الصدع في عام 2010م من قبل عطا إلياس من الجامعة الأمريكية في بيروت. حيث درسوا عينات من خندق في مرجاهين مما سيسمح لهم بتحسين التأريخ للزلازل التاريخية والتنبؤ بشكل أفضل بالزلزال المستقبلية.

## بحيرة اليمونه
بحيرة اليمون هي موطن للأسماك المستوطنة الوحيدة في لبنان Pseudophoxinus libani . في الأساطير الفينيقية حولت الإلهة عشتروت نفسها إلى سمكة ذهبية في بحيرة اليمون هربًا من انتقام تيفون الغاضب شقيق أدونيس.
تتغذى البحيرة من كهف مائي إلى الغرب من المعبد، وله مجرى واحد فقط يخرج من خلال حفرة كبيرة، واقترح روبرت بولانجر أنها قد تجف تمامًا في نهاية الصيف. ويتجه وادي عيون أرجوش من اليمونه نحو مرجعين.
تخرج شبكة من قنوات الري الصخرية والمجاري المائية من بحيرة اليمونه لتوفير الري لمنطقة وادي البقاع حول بعلبك.

## موطن محتمل لإيل
حدد مارفن بوب (جامعة ييل) موطن إيل في النصوص الأوغاريتية حوالي العام 1200 قبل الميلاد, الموصوفة بأنها "عند منبع النهرين, وسط ينابيع الواديين", بالتطابق مع هذا المنبع الشهير لنهر أدونيس واليمونه, وهي بحيرة على الجانب الآخر من الجبل, والذي أكد بوب أنه مرتبط ارتباطًا وثيقًا به في الأسطورة.

## محمية اليمونه الطبيعية
تم تصنيف المنطقة كمحمية طبيعية علمية وثقافية منذ عام 1998م وتشتهر بأشجار العرعر المميزة. تشتهر المنطقة بأنها مسار للمشي لمسافات طويلة.